# Fangataufa
Fangataufa je malý atol ležící v Tichém oceánu, který je součástí Francouzské Polynésie.
Spolu s atolem Mururoa sloužil od 60. do 90. let 20. století jako francouzská střelnice pro pokusné jaderné výbuchy francouzských atomových bomb. Francie zde v letech 1966 až 1996 prováděla atomové výbuchy, které sem přesunula poté, co bývalá severoafrická kolonie Alžírsko vyhlásila samostatnost. Francie odmítla v roce 1963 dohodu o zákazu atmosférických pokusných výbuchů jaderných zbraní. Nukleární exploze v atmosféře otevřeně kritizoval např. laureát Nobelovy ceny míru Albert Schweitzer a odsoudila je v červnu 1972 i historicky první konference OSN o životním prostředí. Ve stejném roce zahájila protesty proti atomovým pokusům na atolech Muruoa a Fangataufa čerstvě vzniklá organizace Greenpeace. Nový Zéland a Austrálie vznesly obvinění proti Francii u mezinárodního soudu v Haagu pro omezování svobody navigace, letectví a výzkumu. V listopadu 1973 ohlásila Francie na jednání Valného shromáždění OSN ukončení jaderné výbuchů v atmosféře.
Studie francouzských vědců ukázala, že v okolí se zvýšil výskyt rakoviny štítné žlázy. Výzkum založený na 239 případech rakoviny v oblasti probíhal tři roky a ukázal, že asi desetina případů rakoviny štítné žlázy je přímo způsobena jadernými testy.